# Rebirth of Mothra II
Rebirth of Mothra II, conocida en Japón como Mothra 2: Kaitei no Daikessen (モスラ2 海底の大決戦 Mosura Tsū Kaitei no Daikessen?), es una película japonesa del género kaiju dirigida por Kunio Miyoshi, escrita por Masumi Suetani y producida por Hiroaki Kitayama y Shōgo Tomiyama. Producida y distribuida por Tōhō, la película presenta al monstruo ficticio Mothra, y es la segunda película de la trilogía Rebirth of Mothra, después de Rebirth of Mothra del año anterior. 
Es protagonizada por Sayaka Yamaguchi, Megumi Kobayashi, Aki Hano y Hikari Mitsushima, y fue la última película de tokusatsu en presentar efectos especiales dirigidos por Koichi Kawakita. La película fue estrenada en Japón el 13 de diciembre de 1997, y fue sucedida por Rebirth of Mothra III al año siguiente. 

## Argumento
En la costa de Japón, el ambiente ha sido devastado por criaturas venenosas parecidas a estrellas de mar llamadas Barem. Mientras tanto, las hermanas Elias, Moll y Lora, examinan la destrucción y solicitan la ayuda de tres niños, que acaban de descubrir y hacerse amigos de una extraña criatura llamada "Ghogo" para ayudar a encontrar el misterioso tesoro de Nirai Kanai, una antigua civilización perdida, para salvar a la Tierra del medio ambiente en declive. 
Luego, las Elias les dicen a los niños que la gente de Nirai Kanai creó un monstruo llamado Dagahra como un método de gestión de la contaminación que salió mal y que solo Mothra Leo puede detenerlo; sin embargo, necesitará la ayuda del castillo perdido de Nirai Kanai y el misterioso tesoro que hay dentro. Belvera, la malvada hermana de las Elias, manipula a dos pescadores para obtener el tesoro para ella. Todos viajan al castillo perdido escondido bajo las aguas del océano, y mágicamente se levanta del agua cuando los viajeros lo descubren. 
Dagahra, despertado después de un repentino aumento en los niveles de contaminación, libera un enjambre de Barem en el mar, matando muchos tipos de vida marina. Moll y Lora llaman a Mothra Leo, quien casi logra derrotar a Dagahra, hasta que el monstruo marino lleva la batalla bajo el agua donde está en su elemento. Dagahra incapacita a Leo al cubrirlo con Barem. Leo aterriza en el templo recién levantado Nirai Kanai, pero antes de que Dagahra pueda dar el golpe mortal, la estructura se activa y defiende a Leo. Con Leo cubierto de Barem e impotente, Dagahra realiza un ataque destructivo. 
Dentro del templo, Moll, Lora y los tres niños intentan encontrar el tesoro, mientras que Belvera y los dos pescadores con control mental intentan frustrar su misión. Después de robar algunas joyas que han encontrado, los pescadores desbloquean inadvertidamente una puerta de entrada y despiertan a la princesa de Nirai Kanai. La princesa les dice a las tres hermanas Elias que la Tierra debe ser protegida y salvada, que los niños son la esperanza de las generaciones futuras, y revela que Ghogo es el tesoro perdido. 
Moll y Lora luego usan la energía de Ghogo para revivir a Mothra Leo y, como resultado, convierten al héroe en Rainbow Mothra. Leo es capaz de destruir los Barem que cubren su cuerpo. Después de recibir una fuerte paliza, Dagahra vuelve a refugiarse en el agua, donde Rainbow Mothra se convierte en Aqua Mothra. Esta vez, la nueva forma de Rainbow Mothra le permite dominar al monstruo marino. Finalmente termina su batalla con Dagahra dividiéndose en miles de Aqua Mothras en miniatura; entrando en el cuerpo de Dagahra y destruyendo el Barem que produce allí, y sin Barem, Dagahra se autodestruye. Mientras tanto, el templo comienza a colapsar. Con el edificio derrumbándose sobre ellos, Moll y Lora cabalgan en Yosei a un lugar seguro, mientras que Belvera libera del control a los pescadores, que ayudan a los niños a escapar. La princesa levanta el cuerpo de Dagahra y lo deja caer sobre el templo, reduciendo todo a una ola de agua. Aqua Mothra luego regresa a su forma única, y luego de vuelta a Rainbow Mothra; salvando al mundo una vez más. 

## Reparto
- Sayaka Yamaguchi como Lora.
- Megumi Kobayashi como Moll.
- Aki Hano como Belvera.
- Hikari Mitsushima como Shiori Uchiura / Niña.
- Masaki Otake como Kohei Toguchi.
- Shimada Maganao como Yoji Miyagi.
- Atsushi Okuno como Pescador #1.
- Hajime Okayama como Pescador #2.
- Nonami Maho como Yuna.